# الدوري النرويجي الممتاز 1983
الدوري النرويجي الممتاز 1983 (بالنرويجية: 1. divisjon fotball for menn 1983)‏ هو موسم من الدوري النرويجي الممتاز. الذي يشرف على تنظيمه اتحاد النرويج لكرة القدم، وكان عدد الأندية المشاركة فيه  12، وفاز فيه نادي فوليرينغا.